# Greetje Kauffeld
Greetje Kauffeld, född 26 november 1939 i Rotterdam är en nederländsk schlager- och jazzsångerska. Kauffeld hade sin storhetstid under 1960-talet både i hemlandet Nederländerna och i Tyskland.
Kauffeld deltog under Eurovision Song Contest 1961 med låten Wat een dag som slutade på delad tiondeplats med Monaco och Finlands bidrag.